# Osówka (województwo wielkopolskie)
Osówka – wieś krajeńska w Polsce położona w województwie wielkopolskim, w powiecie złotowskim, w gminie Tarnówka.
W latach 1975–1998 miejscowość położona była w województwie pilskim.
Wieś usytuowana nieopodal doliny Gwdy. Pierwsza wzmianka o miejscowości pochodzi z roku 1579. W 1661 roku dziedzic na Krajnie Andrzej Karol Grudziński osadził tu kolonistów niemieckich. Po 1945 roku osadzeni zostają Polacy. Obecnie jest to wieś rolnicza. Kiedyś z Rolniczą Spółdzielnią Produkcyjną, która zakończyła już działalność. Znajduje się tutaj niewielki kościół z 1798 roku (przebudowany w 2013 roku), o budowie szachulcowej, z wieżą wciągnięta w nawę, przykrytą barokowym hełmem. Zabytkowe wyposażenie wnętrza stanowią: ołtarz rokokowy, ambona neoklasycystyczna. Na terenie kościoła znajduje się wolno stojąca dzwonnica z dzwonem z 1728 roku.